# Koziejki (obwód miński)
Koziejki (biał. Казейкі, Kaziejki; ros. Казейки, Kaziejki) – wieś na Białorusi, w obwodzie mińskim, w rejonie stołpeckim, w sielsowiecie Świerżeń Stary.
Współcześnie w skład miejscowości wchodzi także dawny zaścianek Załozie (biał. Залаззе, Załazzie; ros. Залозье, Załozje).
Wieś położona jest przy węźle drogi magistralnej M1 z drogą republikańską R64.

## Historia
W XIX i w początkach XX w. położone były w Rosji, w guberni mińskiej, w powiecie nowogródzkim, w gminie Mir. 
W dwudziestoleciu międzywojennym zaścianki Koziejki i Załozie leżały w Polsce, w województwie nowogródzkim, w powiecie stołpeckim, w gminie Mir. W 1921 Koziejki liczyły 109 mieszkańców, zamieszkałych w 22 budynkach, wyłącznie Polaków. 100 mieszkańców było wyznania rzymskokatolickiego i 9 prawosławnego. Załozie liczyło zaś 147 mieszkańców, zamieszkałych w 27 budynkach, w tym 145 Polaków i 2 Białorusinów. 116 mieszkańców było wyznania rzymskokatolickiego i 31 prawosławnego.
Po II wojnie światowej w granicach Związku Sowieckiego. Od 1991 w niepodległej Białorusi.